# Drugi svet (Avtomobili)
Drugi svet: 1984–1987 je kompilacijski album slovenske novovalovske skupine Avtomobili. Na njem so pesmi z njihovih prvih treh albumov. Album je bil izdan leta 1995 pri založbi Grafit.

## Seznam pesmi
Vso glasbo je napisal Mirko Vuksanović, vsa besedila pa Marko Vuksanović.
| Št. | Naslov                 | Dolžina |
| --- | ---------------------- | ------- |
| 1.  | „Ona nosi uniformu‟    | 2:45    |
| 2.  | „Nebo‟                 | 4:15    |
| 3.  | „Ljubav koja veže‟     | 3:02    |
| 4.  | „Rođen da budem ništa‟ | 3:00    |
| 5.  | „Novac‟                | 3:24    |
| 6.  | „Velika prošlost‟      | 3:43    |
| 7.  | „Da li je ovo kraj‟    | 4:21    |
| 8.  | „Mjesec je opet pun‟   | 3:03    |
| 9.  | „Male igre noću‟       | 2:57    |
| 10. | „Izađi večeras‟        | 4:57    |
| 11. | „Pusti da pada kiša‟   | 4:30    |
| 12. | „Neko‟                 | 4:00    |
| 13. | „Ona zna‟              | 4:01    |
| 14. | „Dugo toplo ljeto‟     | 3:09    |
| 15. | „Uništi svoju mladost‟ | 3:51    |
| 16. | „Prljav jezik‟         | 4:08    |
| 17. | „Krenimo‟              | 3:17    |
| 18. | „Ovaj grad‟            | 4:30    |
| 19. | „Šetajuči obalom‟      | 3:06    |

## Zasedba
- Marko Vuksanović — glavni vokal, spremljevalni vokal, bas kitara
- Mirko Vuksanović — električni klavir, sintesajzer, spremljevalni vokal, producent (17–19)
- Roman Nussdorfer — električna kitara (1–8)
- Alan Jakin — električna kitara, akustična kitara (9–19)
- Mitja Mokrin — saksofon
- Valter Simončič — bobni (1–8)
- Lucijan Kodermac — bobni (9–19)
- Miro Tomassini — spremljevalni vokal (1, 6)
- Mojca Vižintin — spremljevalni vokal (17–19)
- Simona Sila — spremljevalni vokal (13)
- Zvezdana Sterle — spremljevalni vokal (13)
- Dare Novak — inženir (1–8)
- Peter Gruden — inženir (9–16)
- Tahir Durkalić — inženir (17–19)
- Miro Tomassini — producent (1–8)
- Tomaž Domicelj — producent (9–16)
- Ljubo Sedlar — producent (17–19)
- Miran Ušaj — organizacija